# Іран на літніх Олімпійських іграх 2016
Іран був представлений на літніх Олімпійських іграх 2016 командою з 63 спортсменів, що виступали в 15 видах спорту.

## Медалісти
| Медаль | Спортсмени     | Вид спорту     | Дисципліна                   | Дата      |
| ------ | -------------- | -------------- | ---------------------------- | --------- |
| Золото | К'януш Ростамі | Важка атлетика | до 85 кг (чоловіки)          | 12 серпня |
| Золото | Сохраб Мораді  | Важка атлетика | до 94 кг (чоловіки)          | 13 серпня |
| Золото | Хассан Яздані  | Боротьба       | вільна, до 74 кг (чоловіки)  | 19 серпня |
| Срібло | Комейл Гасемі  | Боротьба       | вільна, до 125 кг (чоловіки) | 20 серпня |
| Бронза | Саєд Абдевалі  | Боротьба       | греко-римська,до 75 кг       | 14 серпня |
| Бронза | Гасем Резаеї   | Боротьба       | греко-римська,до 98 кг       | 16 серпня |
| Бронза | Кімія Алізаде  | Тхеквондо      | до 57 кг (жінки)             | 19 серпня |
| Бронза | Хассан Рахімі  | Боротьба       | вільна, до 57 кг (чоловіки)  | 19 серпня |

## Спортсмени
| Вид змагань           | Чоловіки | Жінки | Разом |
| --------------------- | -------- | ----- | ----- |
| Стрільба з лука       | 0        | 1     | 1     |
| Легка атлетика        | 9        | 1     | 10    |
| Бокс                  | 1        | 0     | 1     |
| Велоспорт             | 3        | 0     | 3     |
| Фехтування            | 2        | 0     | 2     |
| Дзюдо                 | 3        | 0     | 3     |
| Академічне веслування | 0        | 1     | 1     |
| Стрільба              | 1        | 4     | 5     |
| Плавання              | 1        | 0     | 1     |
| Настільний теніс      | 2        | 1     | 3     |
| Тхеквондо             | 3        | 1     | 4     |
| Волейбол              | 12       | 0     | 12    |
| Важка атлетика        | 5        | 0     | 5     |
| Боротьба              | 12       | 0     | 12    |
| Разом                 | 54       | 9     | 63    |

## Стрільба з лука
| Спортсмен    | Дисципліна                     | Попередній раунд | Попередній раунд | 1/32 фіналу           | 1/16 фіналу        | 1/8 фіналу         | Чвертьфінали       | Півфінали          | Фінал / БМ         | Фінал / БМ       |
| Спортсмен    | Дисципліна                     | Результат        | Сіяний           | Суперник Результат    | Суперник Результат | Суперник Результат | Суперник Результат | Суперник Результат | Суперник Результат | Місце            |
| ------------ | ------------------------------ | ---------------- | ---------------- | --------------------- | ------------------ | ------------------ | ------------------ | ------------------ | ------------------ | ---------------- |
| Захра Нематі | індивідуальна першість (жінки) | 609              | 49               | Степанова (RUS) L 2–6 | Завершила виступ   | Завершила виступ   | Завершила виступ   | Завершила виступ   | Завершила виступ   | Завершила виступ |

## Легка атлетика
Легенда
- Note- місця, наведені дня дисциплін на треку, стосуються тільки окремого забігу, в якому взяв участь спортсмен
- Q = пройшов у наступне коло напряму
- q = пройшов у наступне коло за добором (для трекових дисциплін - найшвидші часи серед тих, хто не пройшов напряму; для технічних дисциплін - увійшов до визначеної кількості фіналістів за місцем якщо напряму пройшло менше спортсменів, ніж визначена кількість)
- NR = Національний рекорд
- N/A = Коло відсутнє у цій дисципліні
- Bye = спортсменові не потрібно змагатися у цьому колі

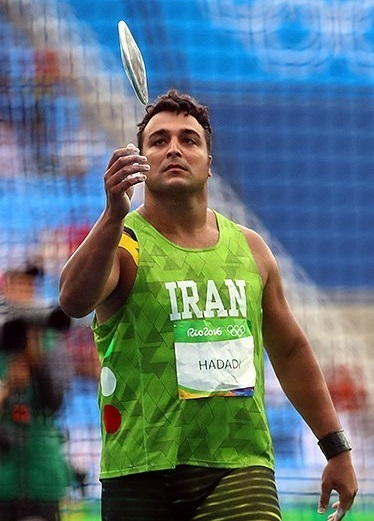
Ехсан Гаддаді метає диск.

Трекові і шосейні дисципліни
| Спортсмен              | Дисципліна                                   | Попередній забіг | Попередній забіг | Чвертьфінал | Чвертьфінал | Півфінал        | Півфінал        | Фінал           | Фінал           |
| Спортсмен              | Дисципліна                                   | Результат        | Місце            | Результат   | Місце       | Результат       | Місце           | Результат       | Місце           |
| ---------------------- | -------------------------------------------- | ---------------- | ---------------- | ----------- | ----------- | --------------- | --------------- | --------------- | --------------- |
| Реза Гасемі            | біг на 100 метрів (чоловіки)                 | Bye              | Bye              | 10:47       | 7           | Завершив виступ | Завершив виступ | Завершив виступ | Завершив виступ |
| Хассан Тафтян          | біг на 100 метрів (чоловіки)                 | Bye              | Bye              | 10:17       | 3 q         | 10:23           | 8               | Завершив виступ | Завершив виступ |
| Мохаммад Джафар Мораді | марафонський біг (чоловіки)                  | Н/Д              | Н/Д              | Н/Д         | Н/Д         | Н/Д             | Н/Д             | 2:31:58         | 129             |
| Хамід Реза Зураванд    | спортивна ходьба на 20 кілометрів (чоловіки) | Н/Д              | Н/Д              | Н/Д         | Н/Д         | Н/Д             | Н/Д             | 1:27:45         | 54              |

Технічні дисципліни
| Спортсмен        | Дисципліна                   | Кваліфікація       | Кваліфікація | Фінал              | Фінал            |
| Спортсмен        | Дисципліна                   | Результат у метрах | Місце        | Результат у метрах | Місце            |
| ---------------- | ---------------------------- | ------------------ | ------------ | ------------------ | ---------------- |
| Мохаммад Арзанде | стрибки в довжину (чоловіки) | 7.31               | 29           | Завершив виступ    | Завершив виступ  |
| Есан Гададі      | метання диска (чоловіки)     | 60.15              | 24           | Завершив виступ    | Завершив виступ  |
| Махмуд Сасімі    | метання диска (чоловіки)     | 56.94              | 30           | Завершив виступ    | Завершив виступ  |
| Педжман Галенуї  | метання молота (чоловіки)    | 69.15              | 28           | Завершив виступ    | Завершив виступ  |
| Каве Мусаві      | метання молота (чоловіки)    | 65.03              | 29           | Завершив виступ    | Завершив виступ  |
| Leila Rajabi     | штовхання ядра (жінки)       | 16.34              | 32           | Завершила виступ   | Завершила виступ |

## Бокс
| Спортсмен       | Категорія           | 1/16 фіналу            | 1/8 фіналу         | Чвертьфінали       | Півфінали          | Фінал              | Фінал           |
| Спортсмен       | Категорія           | Суперник Результат     | Суперник Результат | Суперник Результат | Суперник Результат | Суперник Результат | Місце           |
| --------------- | ------------------- | ---------------------- | ------------------ | ------------------ | ------------------ | ------------------ | --------------- |
| Ехсан Рузбахані | до 81 кг (чоловіки) | Müllenberg (NED) L 0–3 | Завершив виступ    | Завершив виступ    | Завершив виступ    | Завершив виступ    | Завершив виступ |

## Веслування на байдарках і каное

### Спринт
| Спортсмен      | Дисципліна            | Заїзди | Заїзди | Півфінали | Півфінали | Фінал           | Фінал           |
| Спортсмен      | Дисципліна            | Час    | Місце  | Час       | Місце     | Час             | Місце           |
| -------------- | --------------------- | ------ | ------ | --------- | --------- | --------------- | --------------- |
| Adel Mojallali | К-1, 200 м (чоловіки) | 41.650 | 4 Q    | 42.386    | 6         | Завершив виступ | Завершив виступ |

Пояснення до кваліфікації: FA = Кваліфікувались до фіналу A (за медалі); FB = Кваліфікувались до фіналу B (не за медалі)

## Велоспорт

### Шосе
| Спортсмен      | Дисципліна                         | Час          | Місце        |
| -------------- | ---------------------------------- | ------------ | ------------ |
| Гадер Мізбані  | Групова шосейна гонка (чоловіки)   | Не фінішував | Не фінішував |
| Гадер Мізбані  | роздільна шосейна гонка (чоловіки) | 1:21:39.45   | 31           |
| Арвін Моаззамі | Групова шосейна гонка (чоловіки)   | Не фінішував | Не фінішував |
| Самад Пурсеєді | Групова шосейна гонка (чоловіки)   | Не фінішував | Не фінішував |

## Фехтування
| Спортсмен       | Дисципліна                     | 1/16 фіналу         | 1/8 фіналу           | Чвертьфінал          | Півфінал            | Фінал / БМ           | Фінал / БМ      |
| Спортсмен       | Дисципліна                     | Суперник Результат  | Суперник Результат   | Суперник Результат   | Суперник Результат  | Суперник Результат   | Місце           |
| --------------- | ------------------------------ | ------------------- | -------------------- | -------------------- | ------------------- | -------------------- | --------------- |
| Мойтаба Абедіні | індивідуальна шабля (чоловіки) | Ягодка (UKR) W 15–9 | Gu B-g (KOR) W 15–12 | Анстет (FRA) W 15–13 | Гомер (USA) L 14–15 | Kim J-h (KOR) L 8–15 | 4               |
| Алі Пакмадан    | індивідуальна шабля (чоловіки) | Сабо (GER) L 11–15  | Завершив виступ      | Завершив виступ      | Завершив виступ     | Завершив виступ      | Завершив виступ |

## Дзюдо
| Спортсмен      | Категорія            | 1/32 фіналу        | 1/16 фіналу                  | 1/8 фіналу         | Чвертьфінали       | Півфінали          | Втішний поєдинок   | Фінал / БМ         | Фінал / БМ      |
| Спортсмен      | Категорія            | Суперник Результат | Суперник Результат           | Суперник Результат | Суперник Результат | Суперник Результат | Суперник Результат | Суперник Результат | Місце           |
| -------------- | -------------------- | ------------------ | ---------------------------- | ------------------ | ------------------ | ------------------ | ------------------ | ------------------ | --------------- |
| Саїд Моллаеї   | до 81 кг (чоловіки)  | Bye                | Халмурзаєв (RUS) L 000–000 S | Завершив виступ    | Завершив виступ    | Завершив виступ    | Завершив виступ    | Завершив виступ    | Завершив виступ |
| Джавад Махджуб | до 100 кг (чоловіки) | Bye                | Нікіфоров (BEL) L 000–100    | Завершив виступ    | Завершив виступ    | Завершив виступ    | Завершив виступ    | Завершив виступ    | Завершив виступ |

## Академічне веслування
| Спортсмен    | Дисципліна       | Заїзди  | Заїзди | Втішний заплив | Втішний заплив | Чвертьфінали | Чвертьфінали | Півфінали | Півфінали | Фінал   | Фінал |
| Спортсмен    | Дисципліна       | Час     | Місце  | Час            | Місце          | Час          | Місце        | Час       | Місце     | Час     | Місце |
| ------------ | ---------------- | ------- | ------ | -------------- | -------------- | ------------ | ------------ | --------- | --------- | ------- | ----- |
| Магза Джавар | одиночки (жінки) | 8:39.28 | 4 R    | 8:06.57        | 3 SE/F         | Bye          | Bye          | 8:45.54   | 2 FE      | 8:43.34 | 28    |

Пояснення до кваліфікації: FA=Фінал A (за медалі); FB=Фінал B (не за медалі); FC=Фінал C (не за медалі); FD=Фінал D (не за медалі); FE=Фінал E (не за медалі); FF=Фінал F (не за медалі); SA/B=Півфінали A/B; SC/D=Півфінали C/D; SE/F=Півфінали E/F; QF=Чвертьфінали; R=Потрапив у втішний заплив

## Стрільба
| Спортсмен           | Дисципліна                                       | Кваліфікація | Кваліфікація | Півфінал         | Півфінал         | Фінал            | Фінал            |
| Спортсмен           | Дисципліна                                       | Очки         | Місце        | Очки             | Місце            | Очки             | Місце            |
| ------------------- | ------------------------------------------------ | ------------ | ------------ | ---------------- | ---------------- | ---------------- | ---------------- |
| Пурія Нурузян       | пневматична гвинтівка, 10 метрів (чоловіки)      | 622.2        | 22           | Н/Д              | Н/Д              | Завершив виступ  | Завершив виступ  |
| Пурія Нурузян       | гвинтівка з трьох положень, 50 метрів (чоловіки) | 1168         | 26           | Н/Д              | Н/Д              | Завершив виступ  | Завершив виступ  |
| Елахех Ахмаді       | пневматична гвинтівка, 10 метрів (жінки)         | 417.8        | 3 Q          | Н/Д              | Н/Д              | 122.5            | 6                |
| Махлага Джамбозорг  | гвинтівка з трьох положень, 50 метрів (жінки)    | 574          | 27           | Н/Д              | Н/Д              | Завершила виступ | Завершила виступ |
| Наджме Хедматі      | пневматична гвинтівка, 10 метрів (жінки)         | 415.7        | 11           | Н/Д              | Н/Д              | Завершила виступ | Завершила виступ |
| Наджме Хедматі      | гвинтівка з трьох положень, 50 метрів (жінки)    | 583          | 6 Q          | Н/Д              | Н/Д              | 402.3            | 8                |
| Голнуш Себгатоллахі | біг на 10 метрів (жінки) air pistol              | 379          | 21           | Н/Д              | Н/Д              | Завершила виступ | Завершила виступ |
| Голнуш Себгатоллахі | біг на 25 метрів (жінки) pistol                  | 572          | 28           | Завершила виступ | Завершила виступ | Завершила виступ | Завершила виступ |

Пояснення до кваліфікації: Q = Пройшов у наступне коло; q = Кваліфікувався щоб змагатись у поєдинку за бронзову медаль

## Плавання
| Спортсмен       | Дисципліна                   | Попередній заплив | Попередній заплив | Півфінал        | Півфінал        | Фінал           | Фінал           |                 |
| Спортсмен       | Дисципліна                   | Час               | Місце             | Час             | Місце           | Час             | Місце           |                 |
| --------------- | ---------------------------- | ----------------- | ----------------- | --------------- | --------------- | --------------- | --------------- | --------------- |
| Ар'я Насімі Шад | 200 метрів брасом (чоловіки) | 2:20.18           | 39                | Завершив виступ | Завершив виступ | Завершив виступ | Завершив виступ | Завершив виступ |

## Настільний теніс
| Спортсмен       | Дисципліна                  | Попередній раунд   | Раунд 1               | Раунд 2            | Раунд 3            | 1/8 фіналу         | Чвертьфінали       | Півфінали          | Фінал / БМ         | Фінал / БМ       |
| Спортсмен       | Дисципліна                  | Суперник Результат | Суперник Результат    | Суперник Результат | Суперник Результат | Суперник Результат | Суперник Результат | Суперник Результат | Суперник Результат | Місце            |
| --------------- | --------------------------- | ------------------ | --------------------- | ------------------ | ------------------ | ------------------ | ------------------ | ------------------ | ------------------ | ---------------- |
| Німа Аламіан    | одиночний розряд (чоловіки) | Jha (USA) W 4–1    | Йонеску (ROU) L 1–4   | Завершив виступ    | Завершив виступ    | Завершив виступ    | Завершив виступ    | Завершив виступ    | Завершив виступ    | Завершив виступ  |
| Noshad Alamian  | одиночний розряд (чоловіки) | Bye                | Tokič (SLO) L 1–4     | Завершив виступ    | Завершив виступ    | Завершив виступ    | Завершив виступ    | Завершив виступ    | Завершив виступ    | Завершив виступ  |
| Neda Shahsavari | одиночний розряд (жінки)    | Bye                | Privalova (BLR) L 3–4 | Завершила виступ   | Завершила виступ   | Завершила виступ   | Завершила виступ   | Завершила виступ   | Завершила виступ   | Завершила виступ |

## Тхеквондо
| Спортсмен       | Категорія              | 1/8 фіналу                  | Чвертьфінали           | Півфінали          | Втішний поєдинок          | Фінал / БМ            | Фінал / БМ      |                 |
| Спортсмен       | Категорія              | Суперник Результат          | Суперник Результат     | Суперник Результат | Суперник Результат        | Суперник Результат    | Місце           |                 |
| --------------- | ---------------------- | --------------------------- | ---------------------- | ------------------ | ------------------------- | --------------------- | --------------- | --------------- |
| Фарзан Ашурзаде | до 58 кг (чоловіки)    | Хаджамі (MAR) L 3–4         | Завершив виступ        | Завершив виступ    | Завершив виступ           | Завершив виступ       | Завершив виступ |                 |
| Мехді Ходабахші | до 80 кг (чоловіки)    | Феррера (HON) W 13–1 PTG    | Беігі (AZE) L 5–17 PTG | Завершив виступ    | Завершив виступ           | Завершив виступ       | Завершив виступ | Завершив виступ |
| Саджад Мардані  | понад 80 кг (чоловіки) | Тауфатофуа (TGA) W 16–1 PTG | Чо (GBR) 0L 3–4 SUD    | Завершив виступ    | Завершив виступ           | Завершив виступ       | Завершив виступ | Завершив виступ |
| Кімія Алізаде   | до 57 кг (жінки)       | Заніновіч (CRO) W 7–6       | Калво (ESP) L 7–8      | Завершила виступ   | Харнсудзінь (THA) W 14–10 | Гласновіч (SWE) W 5–1 | 3               |                 |

## Волейбол

### У приміщенні

#### Чоловічий турнір
Склад команди
Шаблон:Склад чоловічої збірної Ірану з волейболу на літніх Олімпійських іграх 2016
Груповий етап
Шаблон:Підсумкова таблиця в групі B чоловічого турніру з волейболу на літніх Олімпійських іграх 2016
Шаблон:Чоловічий турнір з волейболу на літніх Олімпійських іграх 2016, гра B3
Шаблон:Чоловічий турнір з волейболу на літніх Олімпійських іграх 2016, гра B5
Шаблон:Чоловічий турнір з волейболу на літніх Олімпійських іграх 2016, гра B7
Шаблон:Чоловічий турнір з волейболу на літніх Олімпійських іграх 2016, гра B10
Шаблон:Чоловічий турнір з волейболу на літніх Олімпійських іграх 2016, гра B14
Чвертьфінал
Шаблон:Чоловічий турнір з волейболу на літніх Олімпійських іграх 2016, гра C1

## Важка атлетика
| Спортсмен            | Категорія               | Ривок     | Ривок | Поштовх   | Поштовх | Загалом | Місце |
| Спортсмен            | Категорія               | Результат | Місце | Результат | Місце   | Загалом | Місце |
| -------------------- | ----------------------- | --------- | ----- | --------- | ------- | ------- | ----- |
| К'януш Ростамі       | до 85 кг (чоловіки)     | 179       | 1     | 217       | 1       | 396 WR  | 1     |
| Алі Хашемі           | до 94 кг (чоловіки)     | 173       | 7     | 210       | 7       | 383     | 7     |
| Сохраб Мораді        | до 94 кг (чоловіки)     | 182       | 1     | 221       | 1       | 403     | 1     |
| Мохаммад Реза Барарі | до 105 кг (чоловіки)    | 186       | 6     | 220       | 6       | 406     | 6     |
| Бегдад Салімі        | понад 105 кг (чоловіки) | 216 WR    | 1     | 245       | DNF     | 216     | DNF   |

## Боротьба
Легенда:
- VT – Перемога на туше.
- PP – Перемога за очками – з технічними очками в того, хто програв.
- PO – Перемога за очками – без технічних очок в того, хто програв.
- ST – Перемога за явної переваги – різниця в очках становить принаймні 8 (греко-римська боротьба) або 10 (вільна боротьба) очок, без технічних очок у того, хто програв.

Чоловіки
| Спортсмен      | Категорія | Кваліфікація             | 1/8 фіналу                | Чвертьфінал                | Півфінал                 | Втішний поєдинок 1   | Втішний поєдинок 2       | Фінал / БМ            | Фінал / БМ |
| Спортсмен      | Категорія | Суперник Результат       | Суперник Результат        | Суперник Результат         | Суперник Результат       | Суперник Результат   | Суперник Результат       | Суперник Результат    | Місце      |
| -------------- | --------- | ------------------------ | ------------------------- | -------------------------- | ------------------------ | -------------------- | ------------------------ | --------------------- | ---------- |
| Хассан Рахімі  | до 57 кг  | Bye                      | Мнацаканян (ARM) W 4–0 ST | Лебедєв (RUS) W 3–1 PP     | Рей (JPN) L 1–3 PP       | Bye                  | Bye                      | Bonne (CUB) W 5–0 VT  | 3          |
| Мейсам Насірі  | до 65 кг  | Новачков (BUL) L 1–3 PP  | Завершив виступ           | Завершив виступ            | Завершив виступ          | Завершив виступ      | Завершив виступ          | Завершив виступ       | 15         |
| Хассан Яздані  | до 74 кг  | Bye                      | Кастеллі (HAI) W 4–0 ST   | Demirtaş (TUR) W 3–0 PO    | Уссербаєв (KAZ) W 4–0 ST | Bye                  | Bye                      | Гедуєв (RUS) W 3–1 PP | 1          |
| Аліреза Карімі | до 86 кг  | Саадауї (TUN) W 3–0 PO   | Ганєв (BUL) W 3–1 PP      | Кокс (USA) L 1–3 PP        | Завершив виступ          | Завершив виступ      | Завершив виступ          | Завершив виступ       | 7          |
| Реза Яздані    | до 97 кг  | Bölükbaşı (TUR) W 4–0 ST | Газюмов (AZE) L 1–3 PP    | Завершив виступ            | Завершив виступ          | Баран (POL) W 3–1 PP | Ібрагімов (UZB) L 0–5 VT | Завершив виступ       | 7          |
| Комейл Гасемі  | до 125 кг | Джарвіс (CAN) W 3–1 PP   | Камаль (EGY) W 3–0 PO     | Петріашвілі (GEO) W 3–1 PP | Длагнєв (USA) W 4–0 ST   | Bye                  | Bye                      | Акгюль (TUR) L 1–3 PP | 2          |

Греко-римська боротьба
| Спортсмен          | Категорія | Кваліфікація        | 1/8 фіналу                 | Чвертьфінал              | Півфінал           | Втішний поєдинок 1       | Втішний поєдинок 2    | Фінал / БМ          | Фінал / БМ |
| Спортсмен          | Категорія | Суперник Результат  | Суперник Результат         | Суперник Результат       | Суперник Результат | Суперник Результат       | Суперник Результат    | Суперник Результат  | Місце      |
| ------------------ | --------- | ------------------- | -------------------------- | ------------------------ | ------------------ | ------------------------ | --------------------- | ------------------- | ---------- |
| Гамід Сурян        | до 59 кг  | Ота (JPN) L 1–3 PP  | Завершив виступ            | Завершив виступ          | Завершив виступ    | Кебіспаєв (KAZ) L 0–5 VT | Завершив виступ       | Завершив виступ     | 11         |
| Омід Норузі        | до 66 кг  | Bye                 | Рівас (VEN) W 3–1 PP       | Болквадзе (GEO) L 0–3 PO | Завершив виступ    | Завершив виступ          | Завершив виступ       | Завершив виступ     | 10         |
| Саєд Абдевалі      | до 75 кг  | Bye                 | Мадсен (DEN) L 1–3 PP      | Завершив виступ          | Завершив виступ    | Bye                      | Немеш (SRB) W 3–1 PP  | Бачі (HUN) W 3–1 PP | 3          |
| Хабіболла Ахлагі   | до 85 кг  | Берг (SWE) W 4–0 ST | Чакветадзе (RUS) L 0–5 VT  | Завершив виступ          | Завершив виступ    | Тахмасебі (AZE) W 3–1 PP | Kudla (GER) L 1–3 PP  | Завершив виступ     | 7          |
| Гасем Резаеї       | до 98 кг  | Bye                 | Перес (VEN) W 4–0 ST       | Луго (CUB) L 0–3 PO      | Завершив виступ    | Bye                      | Xiao D (CHN) W 3–0 PO | Шон (SWE) W 3–1 PP  | 3          |
| Башир Бабаджанзаде | до 130 кг | Bye                 | Чоловікиg Q (CHN) W 3–1 PP | Попп (GER) L 3–1 PP      | Завершив виступ    | Завершив виступ          | Завершив виступ       | Завершив виступ     | 10         |